# سيرا برانكا (بارايبا)
سيرا برانكا (بالبرتغالية: Serra Branca‏)؛ بلدية في ولاية بارايبا في المنطقة الشمالية الشرقية من البرازيل.